# Sibbesse
Sibbesse är en kommun och ort i Landkreis Hildesheim i förbundslandet Niedersachsen i Tyskland.